# Leopoldo Nóvoa
Leopoldo Nóvoa García (Pontevedra, 17 de diciembre de 1919 - París, 23 de febrero de 2012), pintor y escultor hispano-rioplatense.

## Biografía
Nació en Pontevedra en 1919, de madre gallega (Mª Mercedes García Solís) y padre diplomático uruguayo. En 1938 emigró al Uruguay, donde se vinculó con Joaquín Torres García. Pasó su juventud en Montevideo donde fundó la revista de cultura Apex, con Carlos Maggi y otros artistas e intelectuales uruguayos. En ella participaron Joaquín Torres García, Juan Carlos Onetti, Juana de Ibarbourou, Julio María Sanguinetti y Marta Canessa, trabando asimismo una estrecha amistad con Jorge Oteiza, que llegó a prologarle su exposición en el Centro de Artes y Letras. En Buenos Aires, donde vivió entre 1948 y 1957, fue muy amigo de Lucio Fontana quien tuvo mucha influencia en su obra, así como otros gallegos exiliados por la guerra civil española como Rafael Dieste y Luis Seoane. 
A partir de 1957 se radicó en Montevideo, hasta su alejamiento definitivo a París, en 1965, de la mano de Michel Tapié, quien quedó impresionado con su gigantesco mural del Estadio Luis Tróccoli, en Montevideo. Allí impresionó a Julio Cortázar, que escribió un relato sobre su obra y al pintor asturiano exiliado Orlando Pelayo, amigo de Albert Camus desde su etapa en Orán. Nóvoa fundó con varios pintores importantes uruguayos y argentinos el Espacio Latinoamericano. En 1974 hizo su primera exposición en la galería Edouard Loeb, que sería su galerista durante muchos años. Siguió trabajando hasta su muerte, alternando estadías en su Galicia natal.

## Obra
Sus dibujos, pinturas y murales, así como las pirografías (maderas quemadas y pintadas) rescatan su impulso creador. Refiere a paisajes de sus recuerdos de Galicia en obras abstractas, sin recrear escenarios ni anécdotas, con referencias del expresionismo abstracto y el informalismo, aunque no se corresponde con ningún movimiento. Compone con formas impersonales, ritmos enfrentados y gran presencia matérica, descrito por Raúl Zaffaroni en el prefacio de una exposición de 1964 como "pintura urgente".
Se destacan el mural de 600 metros cuadrados del Estadio del Club Atlético Cerro de Montevideo (1962-1964) y el de la Cantera del Parque de Santa Margarita en La Coruña, así como el mural y las esculturas realizadas en 1964 en Termas del Arapey (Salto, Uruguay).

“Compruebo, con emoción provinciana, que un mural inmenso que nació en la redacción de Acción, en nuestra calle Camacuá, fue continuado en Europa; el mismo mural, el más grande del mundo, el más partido del mundo: empieza con 600 metros cuadrados en el estadio del Club Cerro, en Montevideo, y sigue, con 2.100 metros cuadrados en La Coruña, España. [...]
 Mientras el pintor me cuenta, miro reproducciones de grandes telas cubiertas de relieves, formas extrañas y armónicas, el encuentro de los diferentes tonos de la ceniza (pardo, gris, acero, negro). Nombro la ecología y le digo: un planeta quemado después de la radiación, el océano de talco que Armstrong pisó en la luna. Leopoldo no reacciona como quien coincide. Me mira y sigue frotando los dedos, el pulgar contra el índice y el mayor; no tiene nada que agregar, está repitiendo la sensación de aquella mañana cuando tocar ceniza lo dejó solo ante algo grave. - Es eso ¿comprendes?” 
 Carlos Maggi

## Distinciones
Su obra mereció varios reconocimientos:
- Medalla Castelao en 1993.
- Premio Ciudad de Pontevedra en el año 1997.[5]
- Premio da Crítica Galicia en 2002.